# Pass Pass
Cet article concerne le groupe de rap français. Pour la carte de transports en commun, voir carte Pass Pass.
Pass Pass est un groupe de hip-hop français, originaire de Lyon, en Rhône-Alpes. Pour Le Mouv', le groupe est « injustement méconnu à l'échelle nationale » et « l'un des plus actifs de toute l'histoire de la scène westeuse. »

## Biographie
Influencé par la culture West Coast, Pass Pass est un groupe composé de trois MCs : Alifornia, Kali et Kaldon. Sa composition a varié à plusieurs reprises. Le plus récent changement est le départ de Bul auquel succède Kali en 2007. Cette même année, Pass Pass passe de 69 (Six Nine) Record'Z à No Bullshit Recordz, un label lyonnais. Il se fait accompagner par des groupes de la scène californienne, comme South Central Cartel ou Jayo Felony.
De plus, le groupe supervise le travail de leurs amis SurSilvaz et Playaman de Santiago (Chili). Les Chiliens ont déjà plusieurs featurings avec Pass Pass tels que Dia De Calor ou No Te Engañes Mas. On trouve entre autres des productions pour Mr. Criminal, Mr. Capone-e, Lazy Bone, Ese Villain & Lysto, Arduz, etc. En 2009, Killaz From tha West s'écoule à près de 2 000 exemplaires en deux semaines[réf. souhaitée].

## Discographie

### Albums
- 1999 : Danse kom 1 kaïra
- 2005 : Le son reste au niveau
- 2007 : Tha French Lokos
- 2007 : Street Bounce
- 2008 : Street Bounce Réédition
- 2008 : Sound of tha Tube - DJ AK
- 2008 : Killaz From Tha West
- 2010 : Tha Best of
- 2012 : Mad In France

### EP, Singles
- 2001 : Gfunk Party
- 2003 : Know You Know